# Ocean Pacific
Ocean Pacific Apparel Corp (Ocean Pacific ou simplesmente OP) é uma indústria fabricante de roupas e acessórios para surf (surfwear) de Irvine, Califórnia, Estados Unidos.